# 夜鹭
夜鹭（学名：Nycticorax nycticorax）又稱黑頂夜鷺，俗稱灰洼子、夜洼子、星雁、暗光鳥仔，是鹭科夜鹭属的一种。

## 生态环境
夜鷺是一種聰明的鳥類，會使用魚餌釣魚。捕魚時，夜鷺會先把野果扔在水裡，然後在岸上等待。

## 分布地域
夜鹭是分布非常广泛的一种鸟类，分布遍及欧亚大陆、非洲，整个美洲大陆及東南亞等地。
夜鷺在台灣為常見的留鳥，由於性喜食魚，魚類養殖業者視其為害鳥。在中国大陸全境及香港都能看到它们的身影，在中国东北地区、华北、甘肃、四川、华中、长江流域等省区繁殖，为夏候鸟，在长江以南省份为留鸟。

## 特徵

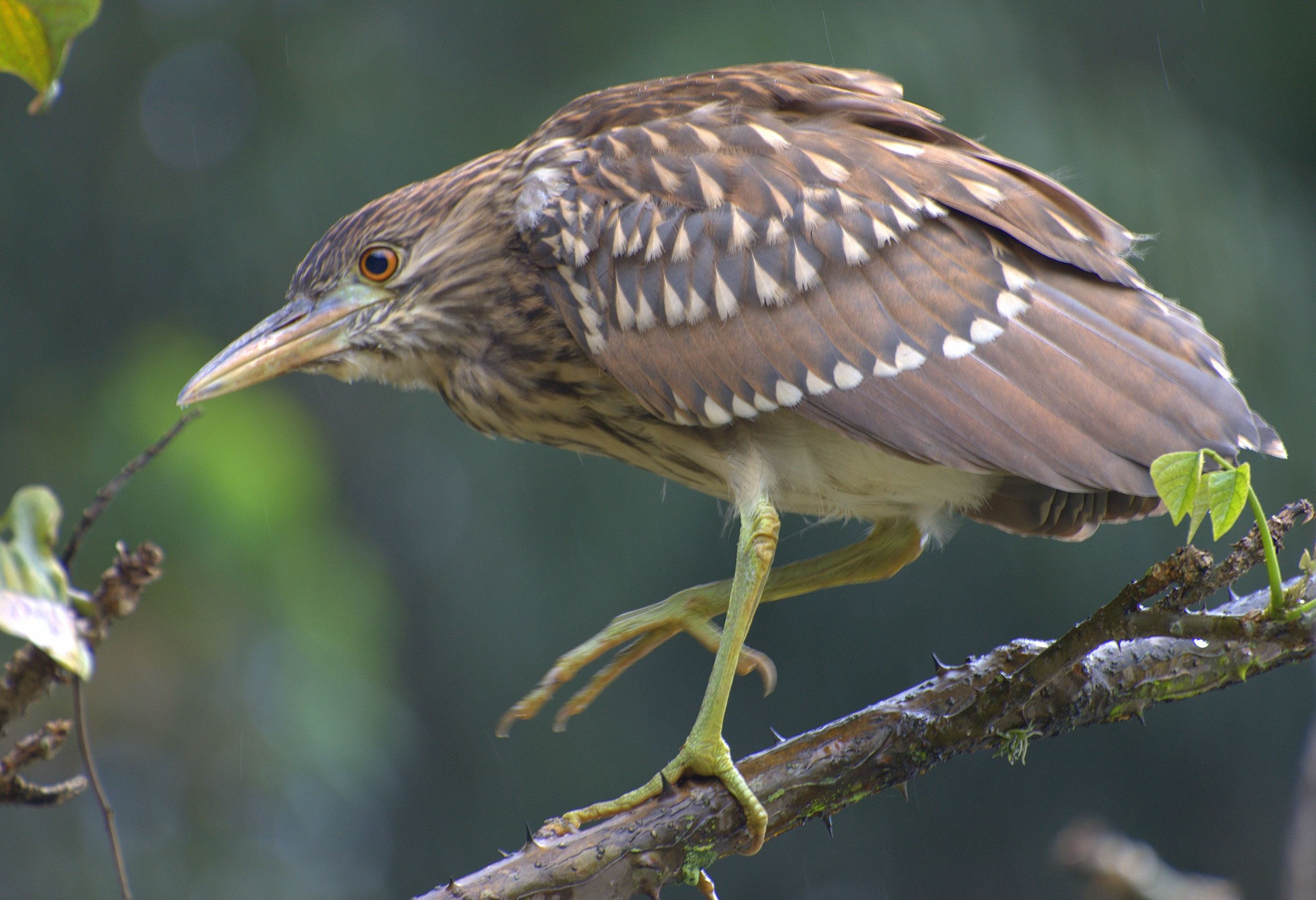
亞成鳥，攝於巴西聖保羅森林公園

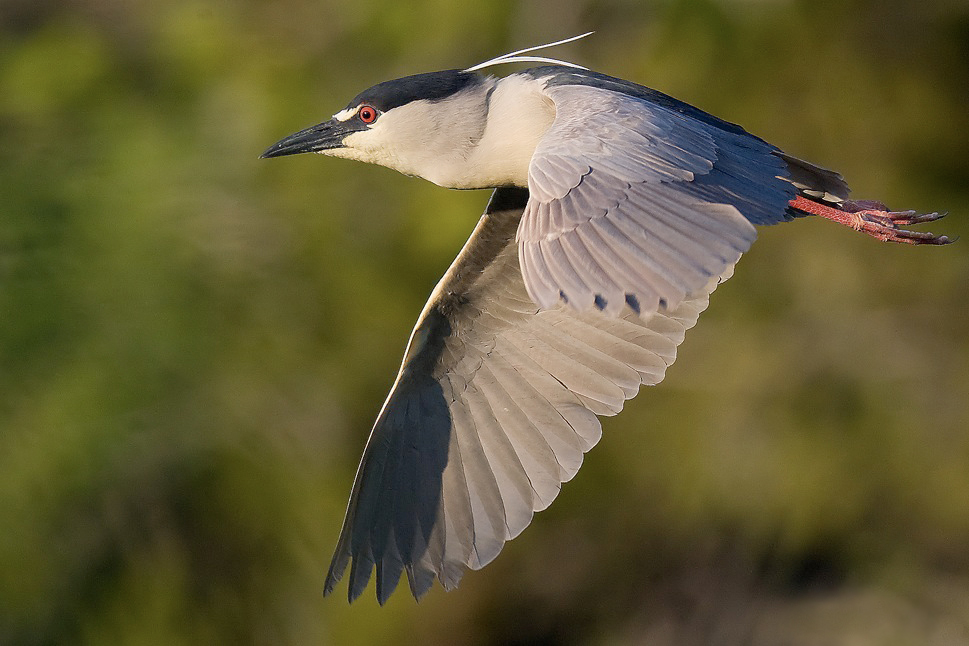
飛行中的成鳥，攝於美國佛羅里達

夜鹭雄雌同形同色，成鸟体长约40厘米至65厘米，頭、枕部略带金屬光泽的深蓝灰色，上体部分和双翅为暗灰色，下体略带乳黄色的白色。頭顶上有兩到三根细長的白色蓑羽。虹膜是血红色，喙黑色足黄色。亞成鸟體長跟成鳥一樣，上體灰褐色，翅膀上有星星點點分布的白色斑點。

## 亞種

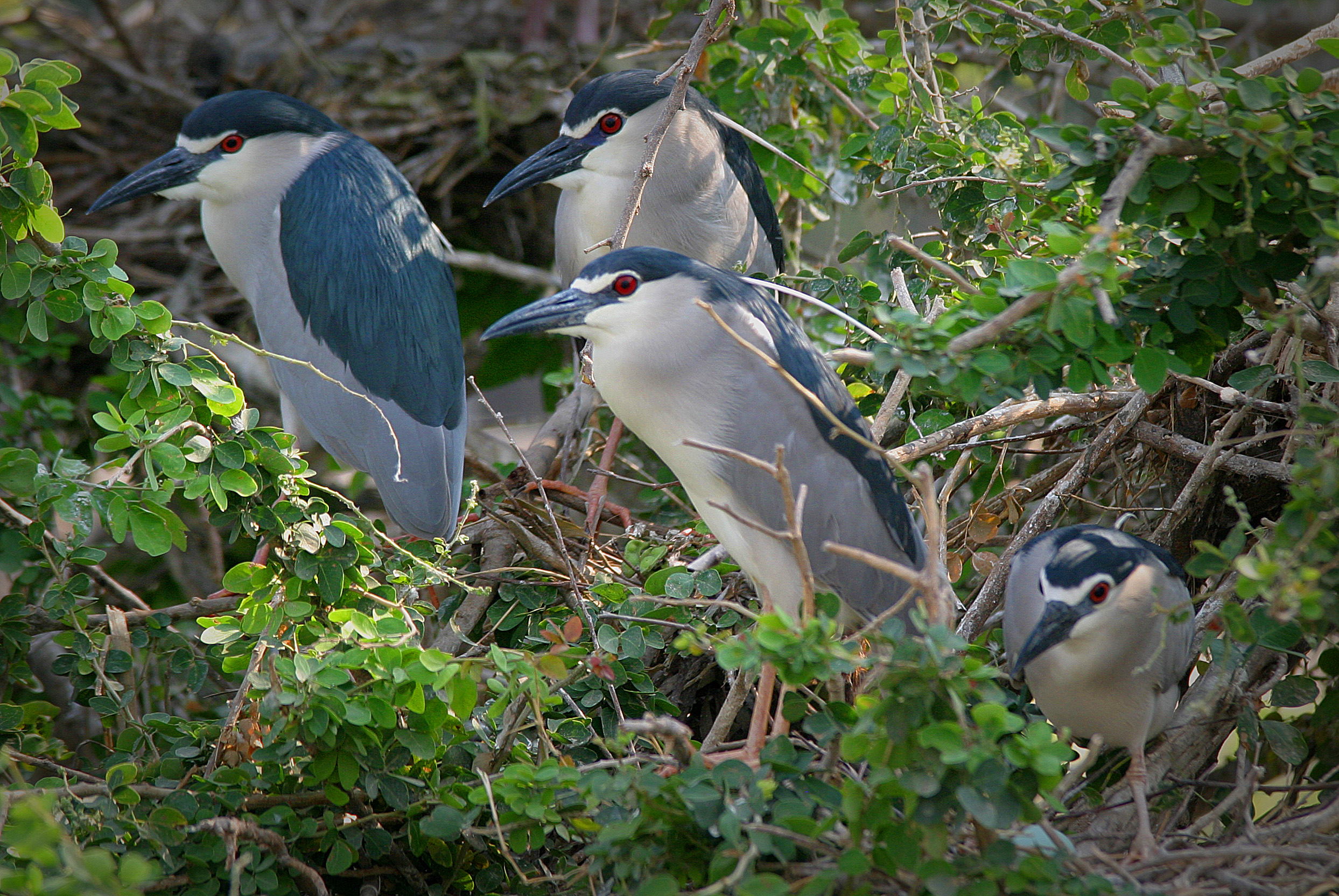
泰國一座鷺鷥林上的夜鷺群

- 夜鷺指名亞種（学名： (Linnaeus, 1758) ）：分布最廣的亞種，範圍以季風亞洲為東界，經中亞、兩河流域、東歐南部、中歐內陸，西抵伊比利半島，南經漠南非洲至南非與馬達加斯加[5]。

- 夜鷺美洲亞種（学名： (Gmelin, 1789) ）：分布於夏威夷群島，與北緯55度至南緯25度間的美洲地區[5]。外觀近似指名亞種，但體型較大；眼睛上方的白色眉線較細，且其長度也不像指名亞種可達眼睛後端[6]。

- 夜鷺南安地斯亞種（学名： Bonaparte, 1855 ）：主要分布於南美洲南部[5]。羽色和指名亞種與美洲亞種非常不同，兩亞種身上的白色區域，在本亞種身上幾乎全為亮度略淺於背面的棕灰色；眉線和美洲亞種一樣未達眼睛後端[6]。

- 夜鷺福克蘭亞種（学名： Hartert, 1914 ）：僅見於福克蘭群島[5]。羽色介於美洲亞種與南安安地斯亞種之間[6]。

## 食物
夜鹭主要取食蛙类、小鱼、虾等水生动物，偶尔吃一些植物性食物；受到惊吓的夜鹭会把吃进去的食物呕吐出来，经消化或未经消化的食物腥臭不堪，以此作为防卫，也可以从中得到研究夜鹭食性的线索。

## 繁殖与保护

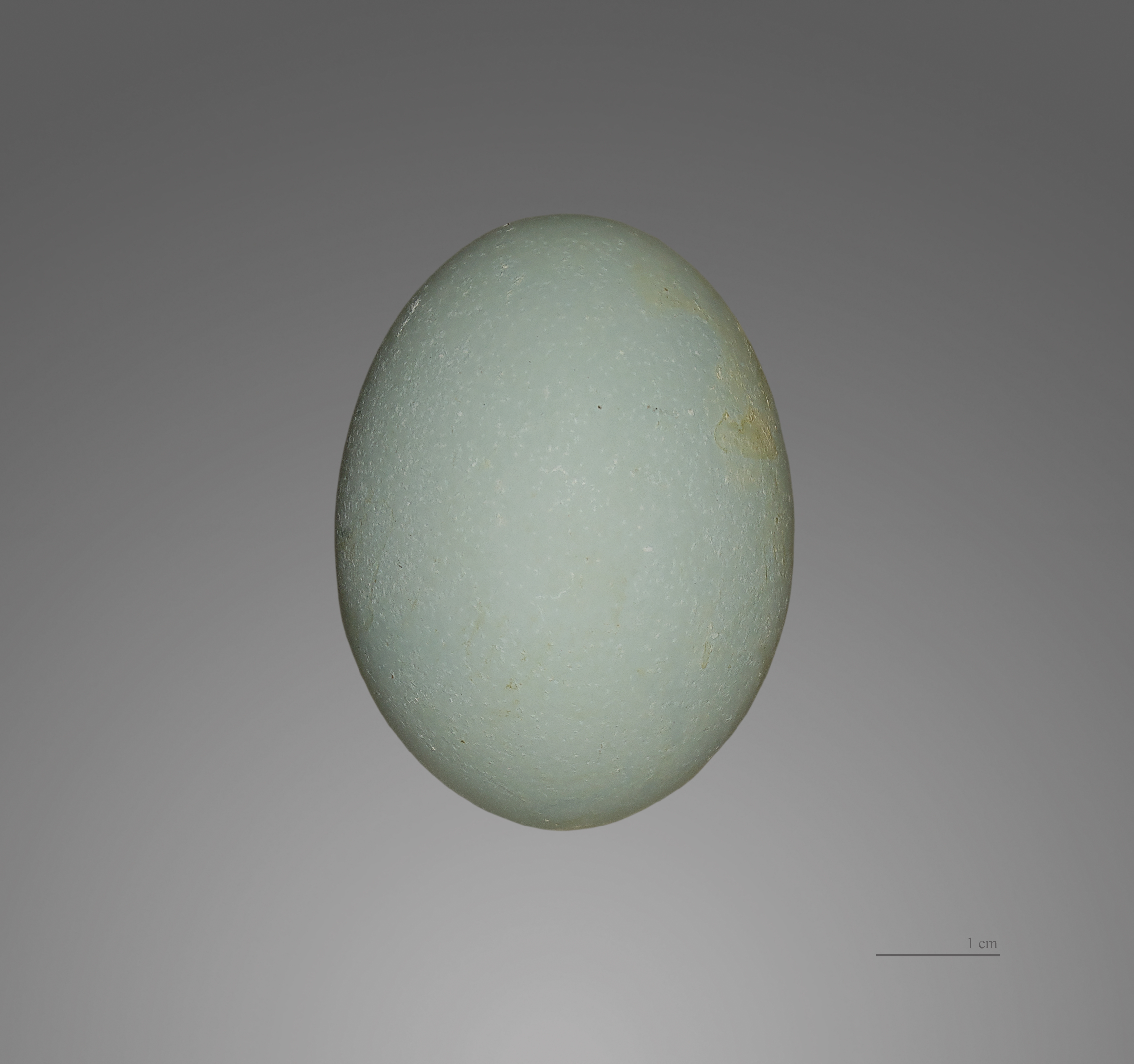
夜鷺的卵

夜鹭集群繁殖，在树上营巢，常结成数百只鸟的大群霸占一片树林营巢，其间经常会有小白鹭、牛背鹭等混群，夜鹭营巢密度极大，甚至一棵树乃至一个枝桠上就聚集了三四个巢，夜鹭巢系由树枝搭建，内部垫以柔软材料。每巢产卵3－8枚由双亲共同抚育，每年6月－7月间可见幼鸟随亲鸟离巢活动。
在中国大陆，夜鹭为常见鸟类。近年中国大陆各大城市均有夜鹭数量增加的报告，在一些地方甚至泛滥成灾，因此有些地方政府采取毁巢破卵的方式控制夜鹭的数量。究竟是什么因素导致夜鹭数量的增加，其背后是否隐藏着其他环境因素改变的。

## 軼聞

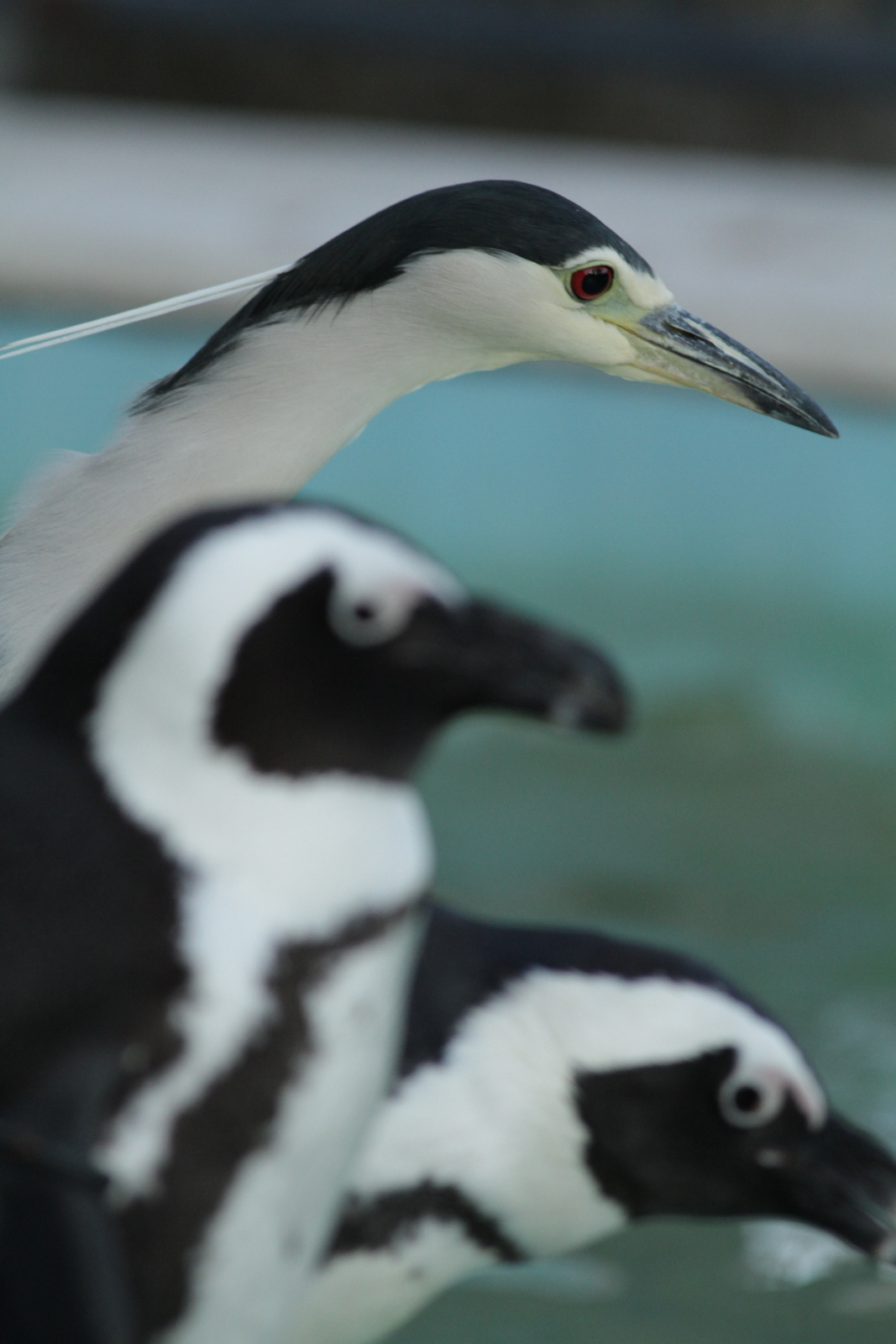
東京上野動物園一隻混入黑腳企鵝群的夜鷺

夜鷺的台灣台語稱為「暗光鳥」，客家語稱為「夜鶴」，這個詞也常被代指徹夜未眠的人（同等夜貓子）。
2018年，在台灣桃園市蘆竹區曾有民眾將南崁溪棲息的夜鷺誤認為企鵝並向警察局報案，由於夜鷺的顏色與站姿的確與企鵝十分神似，這起「指鷺為鵝」烏龍也被網友調侃將夜鷺改名為台灣企鵝（南崁企鵝）。無獨有偶，日本鹿兒島縣鹿兒島市平川動物公園的企鵝園區有隻夜鷺常會在放飯時間混進企鵝群中覓食，讓許多遊客刻意來觀賞這隻「假企鵝」。
假企鵝爆火後，中國大陸網友也在北京動物園的露天企鵝展區中發現夜鷺的蹤影，因而為其取名「中華田園企鵝」，更有網友為此制作「鳥類圖鑑」紀錄夜鷺如何「模仿」其他鳥類。

### 書籍
- 《香港方物古今》，饒玖才 著，天地圖書 出版，1999年。77-79頁。ISBN 962-950-671-8。